# Camlin Hotel
Le Camlin Hotel est un hôtel historique du centre-ville de Seattle, dans l'État de Washington aux États-Unis.

## Histoire

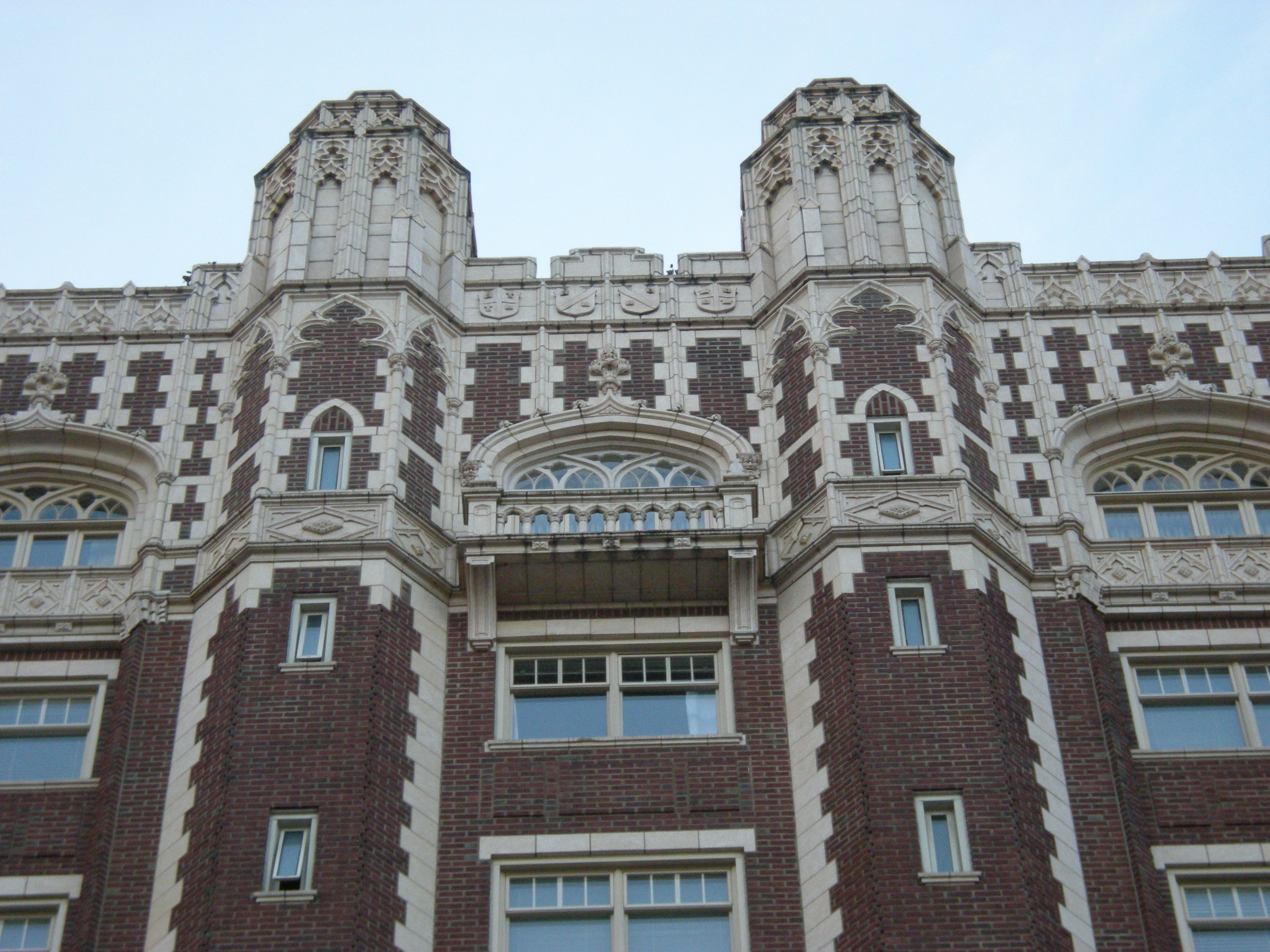
Détail de la façade

Il a été construit par Carl L. Linde en 1926.
Il est classé au Registre national des lieux historiques des États-Unis depuis 1999.